# Carlos Real de Azúa
Carlos Real de Azúa (Montevideo, 15 de marzo de 1916 - Montevideo, 16 de julio de 1977) fue un abogado, profesor de literatura y estética, crítico literario, historiador y ensayista uruguayo, considerado el más destacado iniciador de la ciencia política en su país.

## Biografía
Profesor de Literatura en Enseñanza secundaria, desde 1937 hasta 1966. Profesor en el Instituto de Profesores Artigas, desde 1954 hasta 1967 dictó el curso de Literatura Iberoamericana y Rioplatense y desde 1952 hasta 1976, Estética Literaria. En la Facultad de Ciencias Económicas fue profesor de Ciencia Política (1967-1974).
Lo más importante de su actividad periodística la desarrolló en Marcha a partir de 1948. Y, desde entonces, va desgranando frente a textos singulares -ya sean discursos o acontecimientos- las cuestiones metodológicas y teóricas subyacentes y lo hace con gran profundidad intelectual, con rigurosidad y sutileza.
También integró la Unión Popular, un frente político compuesto por el Partido Socialista, la lista 41 de Enrique Erro e intelectuales independientes como José Claudio Williman, Carlos Martínez Moreno, Alberto Methol Ferré, Mariano Arana, Helios Sarthou, José de Torres Wilson, Guillermo Vázquez Franco, Ricardo Martínez Ces, Roberto Ares Pons, Horacio Ferrer, entre otros.
Su influencia en la cultura uruguaya solamente se compara con la que ejercieron Carlos Vaz Ferreira, Carlos Quijano, José Enrique Rodó y Juan E. Pivel Devoto. Se lo consideró una versión moderna de un polímata renacentista.

## Libros y artículos sobre Carlos Real de Azúa
El escritor Ruben Cotelo escribió una breve biografía de Real De Azúa.
Jaque en su número n. 31 (13 jul. 1984) convoca a un prestigioso grupo de colaboradores para realizar una separata en homenaje a Carlos Real de Azúa Los colaboradores fueron: César Aguiar, Mariano Arana, Lisa Block de Behar, Tulio Halperin Donghi, Enrique Fierro. Carlos Filgueiras,  Carlos Martínez Moreno, Juan Oddone, Carlos Pellegrino, Blanca París, Mercedes Ramírez, Juan Rial, Emir Rodríguez Monegal, Ricardo Rodríguez Pereyra, Marta Sabelli de Loucau, y Ida Vitale.
Lisa Block de Behar escribió varios artículos sobre el autor.
Tulio Halperín Dongui escribió Carlos Real de Azúa: la ávida curiosidad por el mundo 
Susana Mallo escribió una tesis doctoral sobre Carlos Real de Azúa, Pablo Rocca publicó varios artículos y  Marcos Daniel Aguilar ha escrito sobre CRA en revista CARIATIDE de México.
En julio de 2017 se presenta Carlos Real de Azúa, Una biografía intelectual, por Valentín Trujillo.
El proyecto Anáforas del Seminario Fundamentos Lingüísticos de la Comunicación de la Facultad de Información y Comunicación realizó una página web donde reúne gran parte de la obra de Carlos Real de Azúa.
El historiador José Rilla, conjuntamente con el crítico Oscar Brando, le dieron vida a Carlos Real de Azúa: los años de formación (1934-1943)- Escritos inéditos sobre Rodó.

## Obras
- 1934, España de cerca y de lejos (Ediciones Ceibo)
- 1961, El patriciado uruguayo
- 1961, Problemas de la enseñanza literaria: la elección de autores (Asir)
- 1964, El impulso y su freno
- 1966, Cronología comparada de la historia del Uruguay 1830-1945 (con Blanca Paris de Oddone, Aurelio Lucchini, Otilia Muras, Arturo Ardao, Washington Buño, Lauro Ayestarán y Susana Salgado)
- 1971, Política, poder y partidos en el Uruguay de hoy
- 1985, El clivaje mundial eurocentro – periferia y las áreas exceptuadas (para una comparación con el caso latinoamericano)
- 1985, Uruguay: ¿una sociedad amortiguadora? (póstumo)
- 1966, Tercera posición, nacionalismo revolucionario y tercer mundo (póstumo)